# Qualificazioni al campionato mondiale di calcio 2014 - AFC - Terza fase, gruppo C

## Classifica
| Squadra        | Pt | G | V | N | P | GF | GS | DR  |
| -------------- | -- | - | - | - | - | -- | -- | --- |
| Uzbekistan     | 16 | 6 | 5 | 1 | 0 | 8  | 1  | +7  |
| Giappone       | 10 | 6 | 3 | 1 | 2 | 14 | 3  | +11 |
| Corea del Nord | 7  | 6 | 2 | 1 | 3 | 3  | 4  | -1  |
| Tagikistan     | 1  | 6 | 0 | 1 | 5 | 1  | 18 | -17 |

## Risultati
| Arbitro: | Tan Hai |

|  |           |              |
|  | Marcatori | 72’ Shatskix |

| Arbitro: | Ali Al Badwawi |

|               |           |  |
| Yoshida 90+4’ | Marcatori |  |

| Arbitro: | Võ Minh Trí |

|                  |           |  |
| Pak Nam-Chol 14’ | Marcatori |  |

| Arbitro: | Khalil Al Ghamdi |

|            |           |             |
| Jeparov 8’ | Marcatori | 65’ Okazaki |

| Arbitro: | Alireza Faghani |

|  |           |             |
|  | Marcatori | 25’ Geynrih |

| Arbitro: | Benjamin Williams |

|                                                                            |           |  |
| Havenaar 11’, 47’ Okazaki 19’, 74’ Komano 35’ Kagawa 41’, 68’ Nakamura 56’ | Marcatori |  |

| Arbitro: | Kim Dong-Jin |

|  |           |                                        |
|  | Marcatori | 36’ Konno 61’, 90+2’ Okazaki 82’ Maeda |

| Arbitro: | Andre El Haddad |

|             |           |  |
| Kapadze 49’ | Marcatori |  |

| Arbitro: | Mohamed Zarouni |

|                                      |           |  |
| Tursunov 35’ Ahmedov 60’ Geynrih 70’ | Marcatori |  |

| Arbitro: | Nawaf Shukralla |

|                  |           |  |
| Pak Nam-Chol 50’ | Marcatori |  |

| Arbitro: | Abdullah Balideh |

|  |           |             |
|  | Marcatori | 53’ Shadrin |

| Arbitro: | Banjar Al-Dosari |

|                 |           |                           |
| Chamrokulov 61’ | Marcatori | 34’ (rig.) Jang Song-Hyok |